# Claudius Czibulka

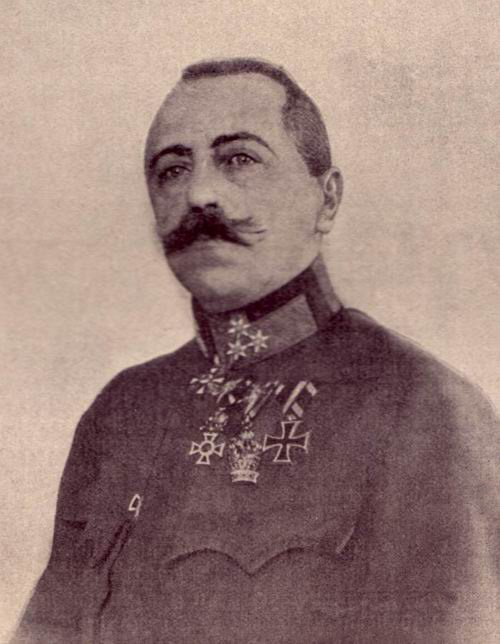
Claudius Czibulka (ca. 1914)

Claudius Czibulka (* 22. September 1862 in Neu Titschein; † 18. April 1931 in Meran; seit 1918 Ritter von Buchland) war ein österreichisch-ungarischer General der Infanterie, zuletzt Armeegeneral der Tschechoslowakischen Republik.

## Leben

### Herkunft
Claudius Czibulka war der Sohn des Landrates Rudolf Czibulka (* 18. Januar 1817 Boskovice), der sich am 20. November 1861 mit der Offizierstochter Johanna Leopoldine Fröhlich von Elmbach (* 22. Februar 1841 Brno) vermählte. Sein Stiefbruder Hubert Freiherr von Czibulka (1842–1914) war ebenfalls hoher k.u.k. Offizier.

### Militärkarriere
Zwischen 1880 und 1885 arbeitete Czibulka als Lehrer an der Kriegsakademie und hatte gleichzeitig das Amt des Hauslehrers des Erzherzogs Otto von Habsburg. 1892 wurde er Major. Im September 1904 wurde er zum Oberstleutnant befördert und ersetzte Norbert von Catty als Stabschef des VI. Korps. Ab Februar 1909 kommandierte er das Infanterieregiment Nr. 91 in Budweis, wo seine Familie große Besitzungen hatte. Am 10. November 1910 erfolgte die Beförderung zum Generalmajor, verbunden mit der Stellung des Kommandeurs der 62. Infanterie-Brigade. Am 9. November 1913 wurde er zum Feldmarschallleutnant ernannt. Zu Beginn des Ersten Weltkrieges übernahm er die 36. Infanterie-Truppendivision, welche als Teil des XIII. Armeekorps unter General der Infanterie Rhemen im Krieg gegen Serbien stand. Nach der Schlacht am Jadar vom 16. bis 19. August 1914 wurde der Rückzug des VIII. Korps nötig, neun Batterien der 36. Division deckten dabei den zurückgehenden Nordflügel des XIII. Korps. Im November 1914 erhielt Czibulka den Orden der Eisernen Krone 2. Klasse. Während der für die Monarchie ungünstig ausgehenden Schlacht an der Kolubara wurden seine Truppen zusammen mit der 42. Honvéd-Division von den Serben über den Lig-Abschnitt zurückgeworfen und mussten einen verlustreichen Rückzug antreten.
Im Januar 1915 kam die 36. Division an die Ostfront, unter dem Kommando der Armeegruppe Pflanzer-Baltin bezog sie in der östlichen Bukowina Stellung zwischen dem Tartarenpass und Delatyn. Im Februar 1915 wurde das Korps Czibulka neu formiert, es umfasste die 36. Division (Schreitter), die 15. Division (Benigni) und Brigade Lilienhoff. Am 17. Februar 1915 wurde beim Gegenangriff Pflanzer-Baltins Czernowitz zurückerobert, Czibulkas Truppen erreichten am 18. Februar Ottynia.
Die deutsch-österreichische Offensive über den Dunajec am 2. Mai brach zwischen Gorlice und Tarnow mit massiver Artillerievorbereitung durch die russische Front. Dadurch konnte auch der Nordflügel der Armeegruppe Pflanzer wieder zum Sereth aufschließen.
Im August 1915 beteiligte sich das Corps Czibulka (jetzt XVIII. A.K.) an der Offensive der k.u.k. 2. Armee in Wolhynien. Dem Großverband unterstanden jetzt die 1. Kavallerie-Division (General de Ruiz), die 31. Infanteriedivision (FML Lütgendorf) und die 32. Infanteriedivision (Generalmajor Willerding). Im Mai 1916 wurde Czibulka in Anerkennung seiner Verdienste der Leopoldsorden 1. Klasse verliehen. Seit Juni 1916 stand er mit dem XVIII. Korps bei der 1. Armee unter General Puhallo im Raum Dubno konzentriert und wurde zu Beginn der Brussilow-Offensive heftig angegriffen. Am 4. Juni 1916 bestand das Korps Czibulka aus der 7. Kavallerie- und 46. Schützendivision, die 25. Division bildete bei Ziechow die Korpsreserve. Die russischen Durchbrüche bei Mlynow und Sapanow führten bis zum 10. Juni zur Eroberung des Verkehrsknotenpunktes Dubno. Am 10. Juni 1916 mussten Czibulkas Truppen den Rückzug über die Ikwa antreten. Die nachdrängende russische 11. Armee unter General Sacharow eroberte im Kampf mit der südlicheren Korpsgruppe Kosak die galizischen Stadt Brody. Im September 1916 konnte sich Czibulkas Front am rechten Ufer des Flusses Styr wieder stabilisieren.
Im Juli 1917 bestand Czibulka Korps aus der deutschen 15. Landwehr-Division und der k.u.k. 25. Division im Bereich der 2. Armee. Sie deckten den oberen Lauf des Styr die Eisenbahnlinie zwischen Lemberg und Tarnopol. Am 11. August 1917 erfolgte die Beförderung zum General der Infanterie. Am 19. September 1917 wurde er mit dem Militärverdienstkreuz 2. Klasse samt Kriegsdekoration ausgezeichnet. Kaiser Karl I. führte am 9. und 10. Dezember 1917 eine Inspektion der Truppen des Corps Czibulka durch. Im März 1918 übergab Czibulka das an die Italienfront abgehende XVIII. Korps an General Kosak. Kaiser Karl versetzte den General am 10. April 1918 in den Adelsstand, am 28. Juni erhielt er das dazugehörende Prädikat „von Buchland“.
Am 1. Januar 1919 trat Czibulka als General der Infanterie in den Ruhestand. Als gebürtiger Tscheche erhielt er am 1. Oktober 1919 den Rang eines Drei-Sterne Generals bestätigt. Mit seiner jüngeren Frau Philippine Knaipp lebte er in den zwanziger Jahren als Pensionär in Karlsbad. Am 16. Dezember 1927 wurde er ehrenhalber zum tschechischen Armeegeneral ernannt. Czibulka starb am 18. April 1931 in der Südtiroler Kurstadt Meran. Sein Körper wurde nach Wien transportiert und am 2. März 1932 auf dem Zentralfriedhof beigesetzt.